# Micrommata aljibica
Micrommata aljibica là một loài nhện trong họ Sparassidae.
Loài này thuộc chi Micrommata. Micrommata aljibica được miêu tả năm 2004 bởi Urones.